# Senatconsult
Un senatconsult (Senatusconsultum) era una decisió del senat romà que no era estrictament una llei però que tenia la mateixa validesa. El seu nom deriva de «senat» i de «cònsol» perquè la iniciativa per la decisió senatorial la prenia el cònsol. Els senatusconsultum eren confiats als tribuns i edils fins al temps d'August que aquesta funció va passar als qüestors. Un tribú de la plebs podia aturar una mesura proposada per un senatusconsultum, i després ho va poder fer l'emperador que tenia l'autoritat tribunícia.
Durant el període republicà es van emetre gran nombre de senatusconsultum i alguns de fets foren lleis encara que no tenien aquesta consideració i altres van esdevenir lleis al passar pels comicis. Els senatusconsultum eren referits generalment a l'administració, el manteniment de la religió, la suspensió o abrogació de lleis en cas d'urgència o necessitat pública, qüestions entre l'erari i els publicans, i el tractament d'italians i provincials. Progressivament totes aquestes matèries van quedar dins la jurisdicció del senat en forma legislació aplicada (administració, policia, religió, afers provincials i relacions exteriors) mentre la resta romania en mans de les assemblees. A mesura que era més difícil reunir les assemblees el poder legislatiu va anar passant al senat.
El més antic dels senatusconsultum (i dels documents romans) coneguts és el de Triburtibus; el segueix el de Bacchanalibus; d'alguns ha quedat referència a la Digesta. A partir d'August les lleis sovint foren fetes en forma de senatusconsultum que es designaven pel nom dels cònsols anyals o pel nom de l'emperador. En alguns casos força estranys prenien altres designacions com el famós senatusconsultum macedonianus.